# جورج واشنطن كرايل
جورج واشنطن كرايل (بالإنجليزية: George Washington Crile)‏ ـ (تشيلي، أوهايو، 11 نوفمبر 1864 ـ كليفلاند، أوهايو، 7 يناير 1943) هو جرّاح أمريكي، يعد أول جرّاح يقوم بنجاح بنقل دم بشكل مباشر، وقد ابتكر جفتًا يحمل اسمه، كما وصف تقنية لاستخدام أشباه الأفيونيات والتخدير الموضعي والتخدير الكلي فيما يُعرف بالتخدير المتوازن (بالإنجليزية: Balanced anesthesia)‏. كان من مؤسسي كليفلاند كلينك سنة 1921.

## روابط خارجية
- جورج واشنطن كرايل على موقع الموسوعة البريطانية (الإنجليزية)